# Elaver tenuis
Elaver tenuis là một loài nhện trong họ Clubionidae.
Loài này thuộc chi Elaver. Elaver tenuis được Pelegrin Franganillo-Balboa miêu tả năm 1935.